# Langerwehe
Langerwehe is een plaats en gemeente in de Duitse deelstaat Noordrijn-Westfalen, gelegen in de Kreis Düren. Langerwehe telt 14.071 inwoners (31 december 2020) op een oppervlakte van 41,49 km².

## Plaatsen in de gemeente Langerwehe
| - D'horn - Geich - Hamich - Heistern - Jüngersdorf | - Langerwehe - Luchem - Merode - Obergeich - Pier | - Schlich - Schönthal - Stütgerloch - Wenau |

De dorpen Langerwehe (ruim 4.300 inw.) en Schlich (ruim 2600 inw.) zijn hiervan de grootste. Het dorp Langerwehe heeft een DB -treinstation aan de spoorlijn Keulen - Aken.

## Geschiedenis
Het dorp Langerwehe ontstond in de middeleeuwen en de 16e-17e eeuw uit de samengroeiing van 3 aan de beek de Rote Wehe gelegen plaatsjes. Het kende een bloeitijd door de pottenbakkerij. Een specialiteit was de vervaardiging van aardewerk blaashoorns, in gebruik bij pelgrims tijdens bedevaarten. 

## Bezienswaardigheden
- Kasteel Laufenburg
- Kasteel Merode,  gebouwd rond 1300, bewoond door leden van het adellijk geslacht van die naam, gelegen bij het tot de gemeente horende dorp Merode;  niet te bezichtigen.
- Pottenbakkerijmuseum in het dorp Langerwehe

## Afbeeldingen

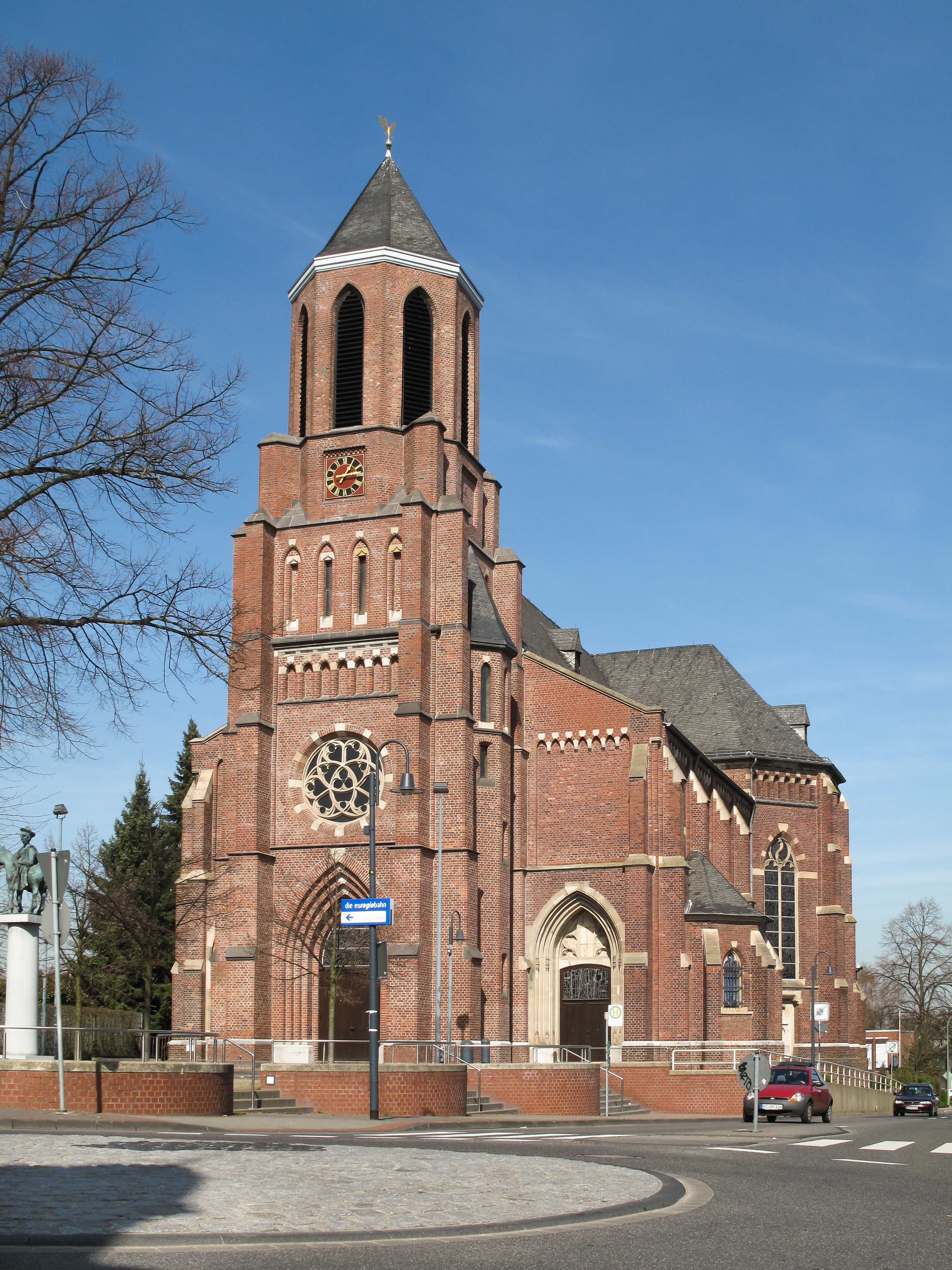
Pfarrkirche St. Martin
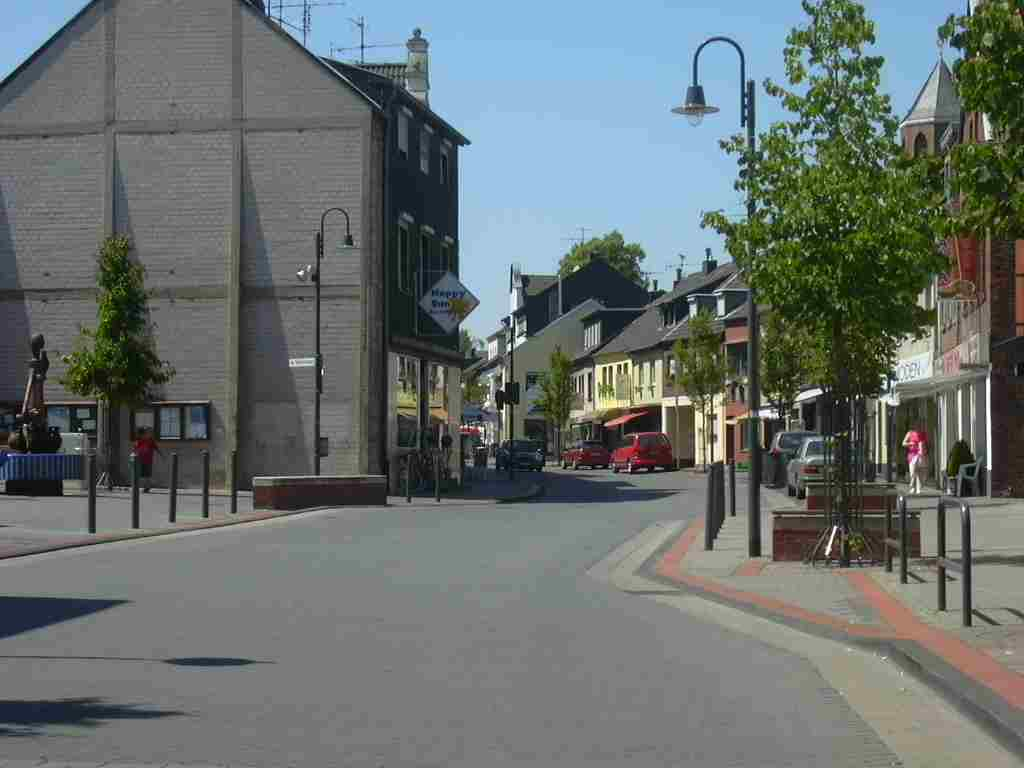
Centrum
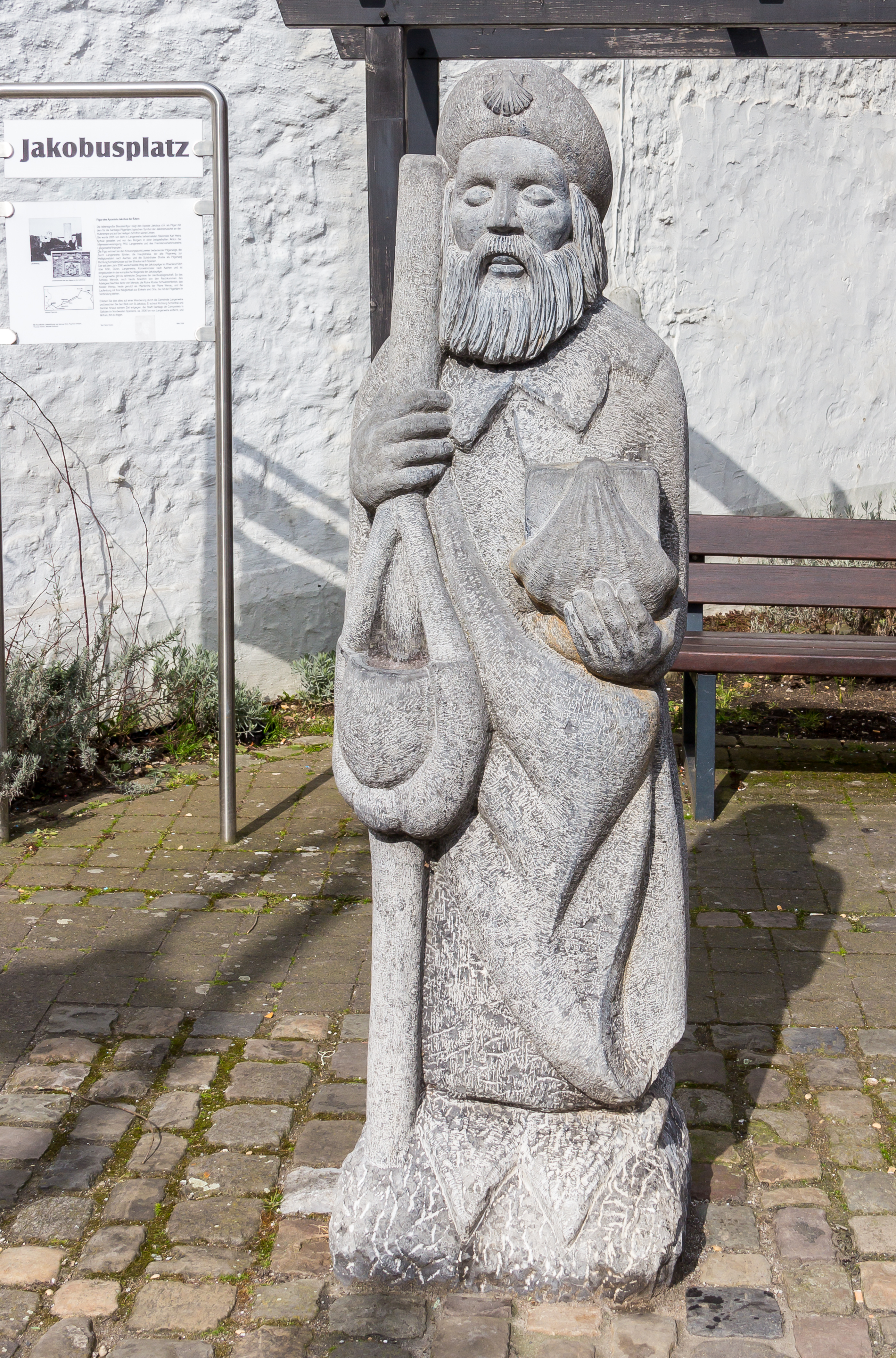
Jakobusplatz
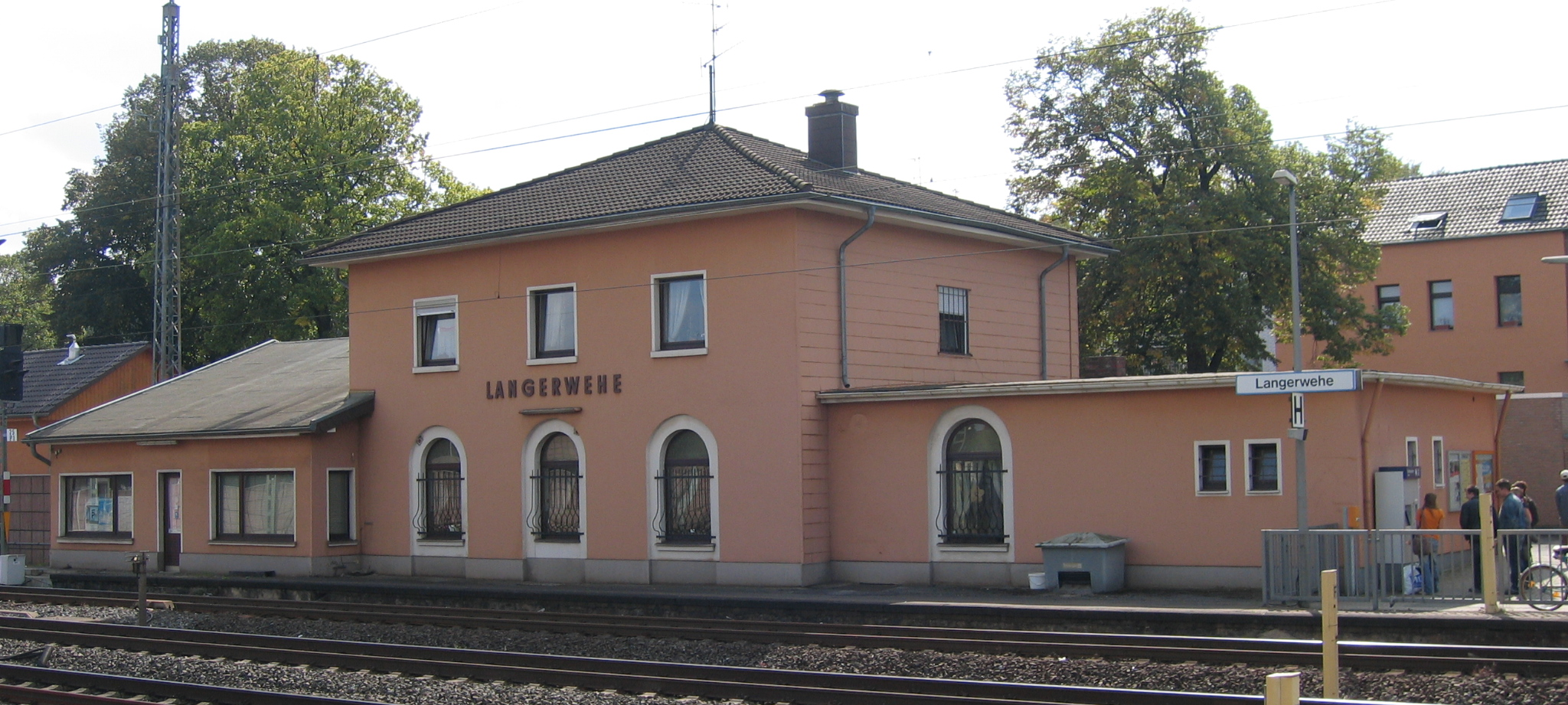
Station Langerwehe
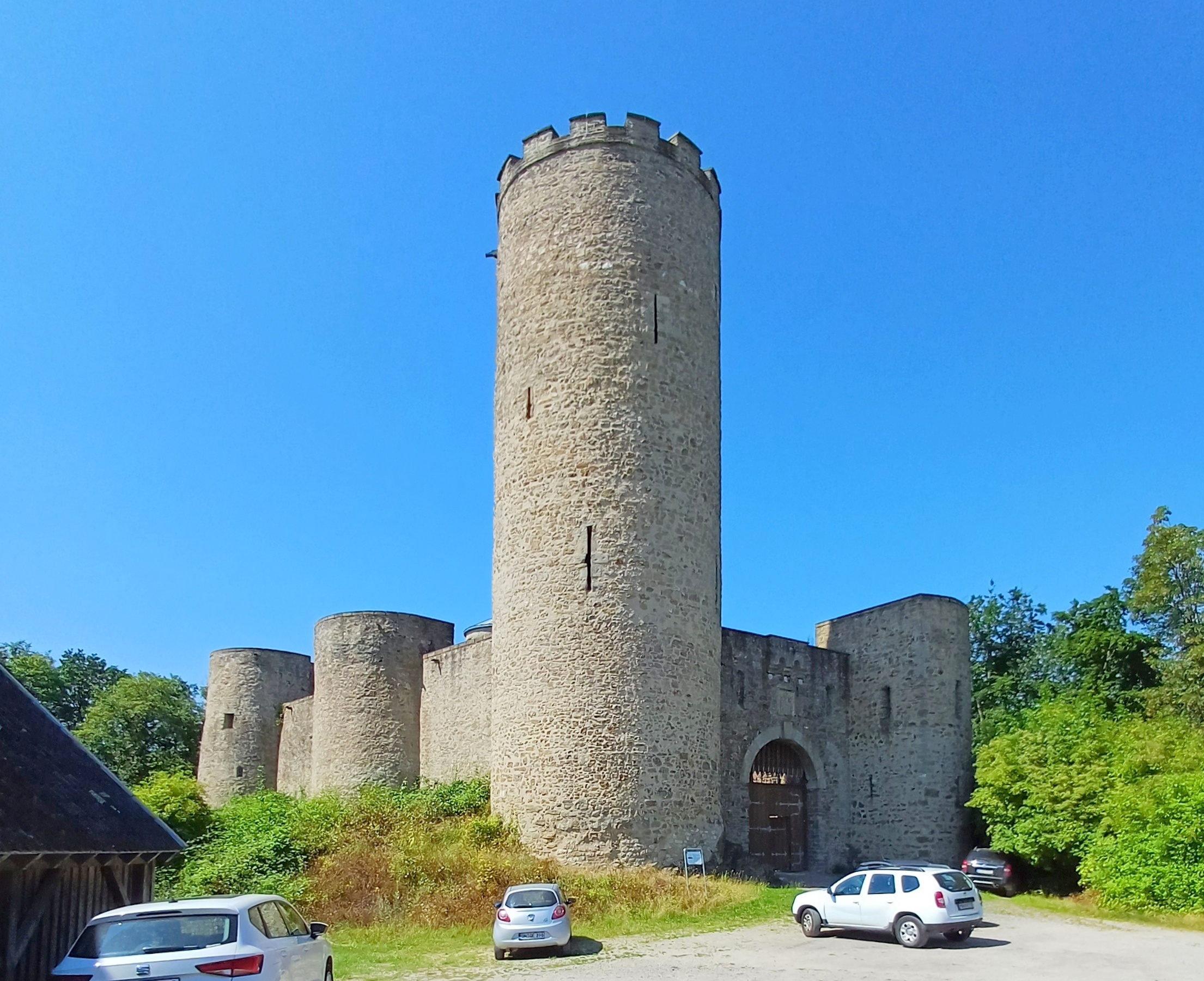
Laufenburg

Aldenhoven · Düren · Heimbach · Hürtgenwald · 
Inden · Jülich · Kreuzau · Langerwehe · Linnich · Merzenich · Nideggen · Niederzier · Nörvenich · Titz · Vettweiß